# Baxley
Baxley é uma cidade localizada no estado americano de Geórgia, no Condado de Appling.

## Demografia
Segundo o censo americano de 2000, a sua população era de 4150 habitantes.
Em 2006, foi estimada uma população de 4425, um aumento de 275 (6.6%).

## Geografia
De acordo com o United States Census Bureau tem uma área de 
18,5 km², dos quais 18,5 km² cobertos por terra e 0,0 km² cobertos por água. Baxley localiza-se a aproximadamente 62 m acima do nível do mar.

## Localidades na vizinhança
O diagrama seguinte representa as localidades num raio de 36 km ao redor de Baxley. 